# Општина Милошешти (Јаломица)
Милошешти (рум. Miloşeşti) општина је у Румунији у округу Јаломица.
Oпштина се налази на надморској висини од 46 m.